# Ashraf Sinclair
Pour les articles homonymes, voir Sinclair.
Ashraf Daniel Mohammed Sinclair, né à Londres au Royaume-Uni le 18 septembre 1979 et mort à Jakarta le 18 février 2020, est acteur anglo-malaisien, naturalisé indonésien et résidant à Jakarta depuis 2008.

## Biographie
Ashraf Sinclair est l'aîné des trois enfants de Mohammed Sinclair et de Khadijah Abdul Rahman, il a une sœur, Aishah et un frère Adam. Il est d'origine écossaise et irlandaise et a passé son enfance entre la Malaisie et le Royaume-Uni. Ayant commencé sa carrière dans le mannequinat, il fait sa première apparition au cinéma dans la comédie malaisienne Sh3, dont le succès à la fois en Malaisie et à l'étranger, lui permit d'améliorer ses qualités d'acteur en Indonésie.
Sa popularité s'est tellement accrue en Indonésie qu'il est choisi en 2008, pour tenir le rôle principal dans la comédie romantique Saus Kacang où en incarnant le rôle de Fredo, un touriste malaisien en vacances à Bali il donne ainsi la réplique à son épouse Bunga Citra Lestari, jouant le rôle de Dewi la restauratrice d'un hôtel ayant le coup de foudre pour lui.

### Famille
Ashraf Sinclair a épousé la chanteuse indonésienne Bunga Citra Lestari qu'il avait rencontrée plus tôt en mai 2007, le 8 novembre 2008, lors d'une réception donnée au Sultan Hotel de Jakarta. Le couple a par la suite effectué une seconde cérémonie de mariage auprès de la famille d'Ashraf Sinclair au Saujana Hotel de Kuala Lumpur.
Le 22 septembre 2010, son épouse donne naissance à leur fils, Noah Sinclair.

### Mort
Le 18 février 2020, Ashraf Sinclair meurt d'une crise cardiaque à Jakarta.

## Filmographie
- 2004 : Sh3
- 2007 :  Gol dan Gincu
- 2008 : Saus Kacang
- 2009 : The Real Pocong